# Synonymes (film)
Pour plus de détails, voir Fiche technique et Distribution.
Synonymes est un film franco-israélo-allemand réalisé par Nadav Lapid, sorti en 2019.

## Synopsis
Un jeune homme étranger arrive à Paris. Il se rend dans un appartement parisien de style haussmannien vide et s'y installe. Après avoir pris une douche, il constate qu'on a volé ses affaires : entièrement nu, il va frapper aux portes des autres appartements, appelant à l'aide. Alertés, deux jeunes voisins pénètrent dans l'appartement et le découvrent inanimé... Une étrange amitié naît entre lui et le jeune couple qui lui donne vêtements et argent. Yoav, c'est le nom du jeune homme, est juif et a fui son pays, Israël, pour des raisons que l'on ignore. Il est venu en France apprendre la langue et devenir Français. 

## Fiche technique
- Titre français : Synonymes
- Réalisation et scénario : Nadav Lapid
- Photographie : Shai Goldman
- Montage : Neta Braun, François Gédigier et Era Lapid
- Pays de production : France - Israël - Allemagne
- Format : Couleurs - 35 mm - 2,35:1
- Genre : Comédie dramatique
- Durée : 123 minutes
- Dates de sortie :
  - Allemagne : 13 février 2019 (Berlinale 2019)
  - France : 27 mars 2019

## Distribution
- Tom Mercier : Yoav
- Quentin Dolmaire : Émile
- Louise Chevillotte : Caroline
- Jonathan Boudina : Aurélien
- Uria Hayik : Yaron
- Olivier Loustau : Michel
- Gaël Raes : Hugo
- Léa Drucker : la professeure d'éducation civique
- Marie Rivière[1]
- Christophe Paou : Raphaël

## Distinctions

### Récompenses
- Berlinale 2019 : Ours d'or et prix FIPRESCI de la Berlinale[2].
- Festival international du film de Stockholm 2019 : prix du meilleur scénario[3]